# Asemichthys taylori
Asemichthys taylori – gatunek morskiej ryby skorpenokształtnej (Scorpaeniformes) z rodziny głowaczowatych (Cottidae), jedyny przedstawiciel rodzaju Asemichthys. Występuje w wodach północno-wschodniego Oceanu Spokojnego na głębokościach 5–50 m. Osiąga długość 7,6 cm.